# P2P privé
Les réseaux de type P2P privé (Private P2P en anglais) sont des réseaux qui permettent seulement à quelques ordinateurs se faisant mutuellement confiance d'effectuer du partage de fichiers en pair à pair.
Ceci peut être réalisé en utilisant un serveur central pour authentifier des clients, dans ce cas la fonctionnalité est semblable à un serveur FTP privé (mode client-serveur), mais les fichiers sont transférés directement entre les clients (mode pair à pair).

En alternative, les utilisateurs peuvent échanger avec leurs amis un mot de passe ou une clef publique de cryptographie asymétrique pour former un réseau décentralisé. 
À la différence des réseaux ami à ami (F2F), les réseaux de P2P privé permettent à n'importe quel membre de se relier directement à tout autre, et ils ne peuvent donc pas se développer sans compromettre l'anonymat de leurs utilisateurs.

Certains logiciels comme WASTE peuvent être configurés en tant que P2P privé ou en tant que ami à ami.

## Logiciels

### Projets encore actifs
- RetroShare : permet aussi le F2F (désactivable)
- Freenet : réseau p2p utilisable en f2f privé
- GigaTribe : commercial

### Projets abandonnés
- WASTE : P2P approprié aux groupes de 10 à 50 utilisateurs
- Turtle F2F
- Librevault [1]

### Projets non classés
- Direct Connect
- GNUnet : réseau P2P et F2F anonyme avec partage de fichier. Logiciel multifonctions et multiplateforme. (Projet GNU, écrit en C).
- SafetyGate Invisible : F2F privé à destination des entreprises

### Désambiguïsation
Ces logiciels ne sont pas des logiciels P2P privé mais des logiciels F2F car la connexion à des inconnus est nécessaire pour leur fonctionnement, et n'est pas optionnelle.
- I2P : réseau sur lequel plusieurs logiciels P2P spécifiques (adaptés) sont utilisables.
- IPFS Interplanetary Filesystem
- Tor (réseau)